# NGC 6209
NGC 6209 је спирална галаксија у сазвежђу Рајска птица која се налази на NGC листи објеката дубоког неба.
Деклинација објекта је - 72° 35' 12" а ректасцензија 16h 54m 57,7s. Привидна величина (магнитуда) објекта NGC 6209 износи 11,8 а фотографска магнитуда 12,6. Налази се на удаљености од 78,540 милиона парсека од Сунца. NGC 6209 је још познат и под ознакама ESO 43-8, AM 1649-723, IRAS 16489-7230, PGC 59252.